# Robert Hutton
Robert Hutton, pseudonyme de Robert Bruce Winne, est un acteur américain, né le 11 juin 1920 à Kingston, dans l'État de New York, et mort en cette ville le 7 août 1994.

## Filmographie partielle

### Cinéma
- 1943 : Destination Tokyo de Delmer Daves
- 1944 : Janie de Michael Curtiz
- 1944 : Hollywood Canteen de Delmer Daves : Cameo
- 1945 : Too Young to Know de Frederick de Cordova : Ira Enright
- 1945 : Roughly Speaking de Michael Curtiz
- 1946 : Janie Gets Married de Vincent Sherman
- 1947 : Always Together de Frederick de Cordova
- 1951 : J'ai vécu l'enfer de Corée (The Steel Helmet), de Samuel Fuller
- 1951 : The Racket de John Cromwell
- 1954 : La Grande Nuit de Casanova (Casanova's Big Night) de Norman Z. McLeod
- 1958 : Confessions d'un tueur (Showdown at Boothill) de Gene Fowler Jr.
- 1958 : Le Colosse de New York (The Colossus of New York) d'Eugène Lourié
- 1960 : Cendrillon aux grands pieds (Cinderfella) de Frank Tashlin
- 1967 : They Came from Beyond Space de Freddie Francis
- 1967 : Le Jardin des tortures (Torture Garden) de Freddie Francis
- 1970 : L'Abominable Homme des cavernes (Trog) de Freddie Francis

### Télévision
- Le Saint (série télévisée)
- 1970 : Amicalement vôtre (The Persuaders) : Minuit moins huit kilomètres (Five Miles to Midnight), de Val Guest (Série TV) : Frank Rocco